# Josef Serlin
Josef Serlin (hebr.: יוסף סרלין, ang.: Yosef Serlin, ur. 24 lutego 1906 w Białymstoku, zm. 15 stycznia 1974) – izraelski prawnik i polityk, w 1952 minister transportu, w latach 1952–1955 minister zdrowia, w latach 1949–1974 poseł do Knesetu z list Ogólnych Syjonistów, Partii Liberalnej oraz Gahalu.
Ukończył prawo na Uniwersytecie Warszawskim. Do Palestyny wyemigrował w 1933.
W wyborach parlamentarnych w 1949 po raz pierwszy dostał się do izraelskiego parlamentu. Zasiadał w nim aż do śmierci – w Knesetach I, II, III, IV, V, VI i VII kadencji.